# 筱馀园
筱馀园，位于中国安徽省黄山市黟县碧阳镇碧山村。建于清。是一座典型的徽派民居，门楼雕刻装饰精美。
筱馀园已公布为黟县文物保护单位。。
“筱馀园”也是上海市虹口区一家餐饮公司的名称。